# Teorema de Bombieri-Vinogradov
Em Matemática, o teorema de Bombieri–Vinográdov (por vezes também chamado apenas teorema de Bombieri), nomeado assim em honra a Enrico Bombieri e A. I. Vinogradov, que publicou sobre o tema relacionado à hipótese da densidade, em 1965.
Trata-se de um importante resultado em teoria analítica dos números, um ramo da teoria analítica dos números, obtido em meados dos anos 1960, a respeito da distribuição de números primos em progressões aritméticas. O primeiro reultado deste tipo foi obtido por Barban em 1961. O resultado de Bombieri–Vinogradov é um refinamento do resultado de Barban.
Este resultado é uma aplicação do método do grande crivo, que se desenvolveu rapidamente no início da década de 1960, desde seus começos  no trabalho de Yuri Linnik duas décadas antes. Além de Bombieri, Klaus Roth também esteve trabalhando neste campo.

## Enunciado do teorema de Bombieri–Vinogradov
Teorema — Seja A um número real positivo qualquer. Então
{\displaystyle \sum _{q\leq Q}\max _{1\leq a\leq q \atop (a,q)=1}\left|\psi (x;q,a)-{x \over \phi (q)}\right|=O\left(x^{1/2}Q(\log x)^{5}\right),}
se
{\displaystyle x^{1/2}\log ^{-A}x\leq Q\leq x^{1/2}.}
Aqui φ(q) é a função totiente de Euler, que é o número de somandos para o módulo q, e
{\displaystyle \psi (x;q,a)=\sum _{n\leq x \atop n\equiv a\mod q}\Lambda (n),}
onde {\displaystyle \Lambda } é a função de von Mangoldt.
Uma descrição verbal deste resultado é que o termo está errado com o teorema do número primo para progressões aritméticas, média sobre os módulos q até Q. Para certa faixa de Q próxima a √x se são ignorados os fatores logarítmicos, o erro médio é quase tão pequeno como √x. Este não é um resultado óbvio, e sem calcular a media é aproximadamente tão forte como a Hipótese Generalizada de Riemann.